# Саксонская Швейцария — Восточные Рудные Горы

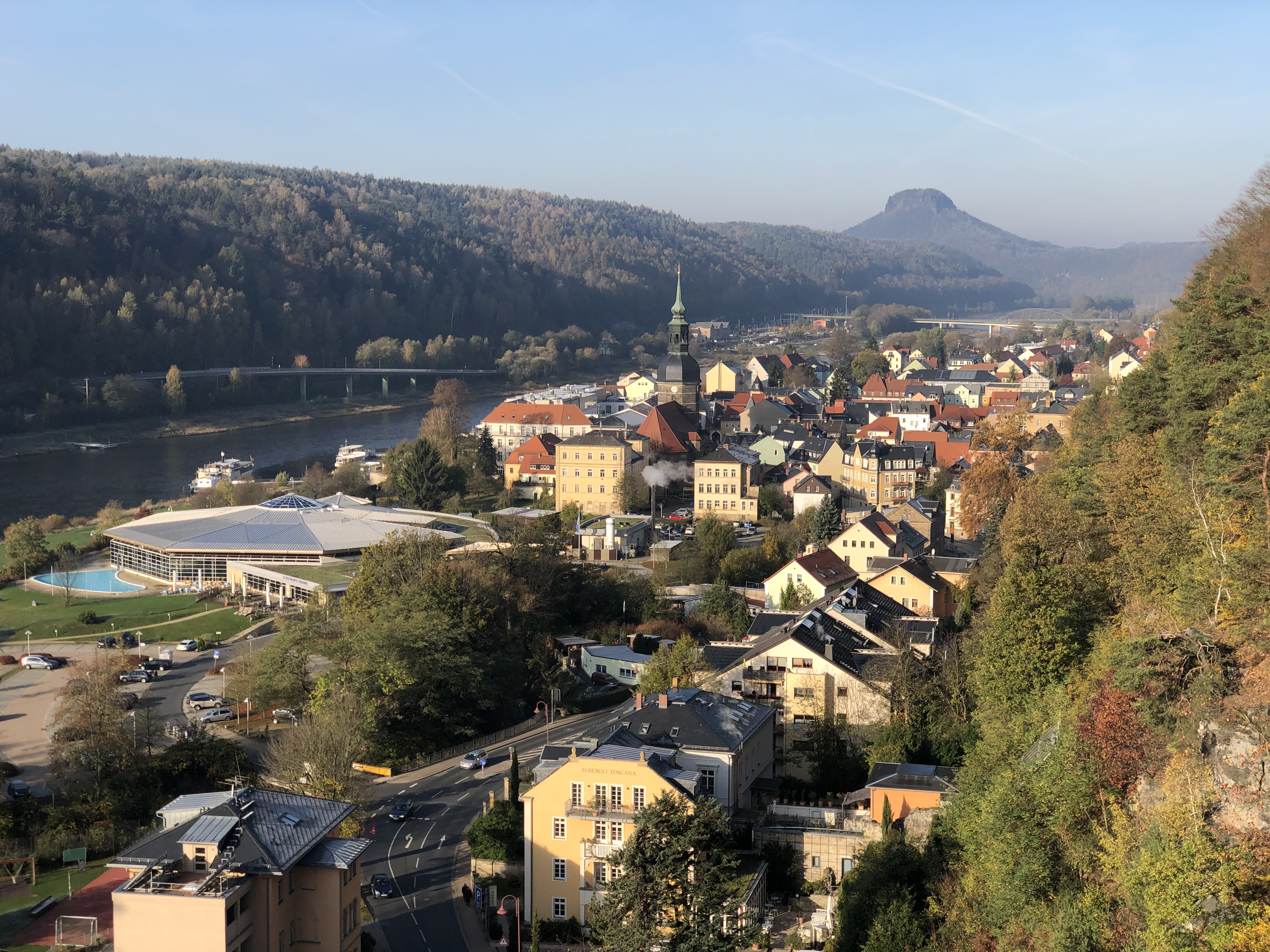
Бад Шандау

Саксонская Швейцария — Восточные Рудные Горы (нем. Sächsische Schweiz-Osterzgebirge) — район в Германии.
Образован 1 августа 2008 года в результате коммунальной реформы из бывших районов Саксонская Швейцария и Вайсериц.
Административный центр района — город Пирна.
Район входит в состав земли Саксония. Подчинён дирекционному округу Дрезден. 
Занимает площадь 1654 км². Численность населения района по оценке на 31 декабря 2013 года составляет 245 939 человек.